# بروس رامزي
بروس رامزي (بالإنجليزية: Bruce Ramsey)‏ هو صحفي أمريكي، ولد في 1924.